# Wereldkampioenschappen atletiek 2019/200 m mannen
De  200 meter sprint voor mannen op de wereldkampioenschappen atletiek 2019 werd gehouden op 29 (heats) en 31 (halve finales) september. Op 1 oktober was de finale. De uittredend kampioen was Ramil Goelijev. Hij wist zijn titel niet te verdedigen, maar werd vijfde in de finale. De nieuwe wereldkampioen was Noah Lyles.

## Records
Tijdens dit wereldkampioenschap zijn de volgende nationale records gevestigd.
| Naam             | Land    | Tijd  |
| ---------------- | ------- | ----- |
| Noureddine Hadid | Libanon | 20,84 |
| Ahmed Al Yaari   | Jemen   | 22,37 |

## Uitslagen

### Legenda
- Q: Gekwalificeerd voor volgende ronde op basis van finishresultaat.
- q: Gekwalificeerd voor volgende ronde op basis van eindtijd.
- NR: Nationaal record
- SR: Beste seizoenstijd voor atleet
- PR: Persoonlijk record
- CR: Kampioenschapsrecord
- WR: Wereldrecord

### Heats[1]

#### Kwalificatie
- Vanuit elke heat gaan de drie snelste atleten automatisch door naar de halve finales.
- Verder gaan de 3 tijdsnelsten door naar de volgende ronde.

#### Heat 1
| Rang           | Naam                           | Land | Reactietijd | Tijd  | Opmerking |
| -------------- | ------------------------------ | ---- | ----------- | ----- | --------- |
| 1              | Adam Gemili                    | GBR  | 0,173       | 20,06 | Q,SR      |
| 2              | Ramil Goelijev                 | TUR  | 0,157       | 20,27 | Q         |
| 3              | Taymir Burnet                  | NED  | 0,151       | 20,37 | Q         |
| 4              | Divine Oduduru                 | NGR  | 0,186       | 20,40 | q         |
| 5              | Paulo André Camilo de Oliveira | BRA  | 0,152       | 20,75 |           |
| 6              | Rodney Rowe                    | USA  | 0,179       | 20,92 |           |
| 7              | Fodé Sissoko                   | MLI  | 0,194       | 21,30 |           |
| 8              | Terrence Jones                 | BAH  | 0,166       | DSQ   | DSQ       |
| Wind: +0,5 m/s |                                |      |             |       |           |

#### Heat 2
| Rang           | Naam              | Land | Reactietijd | Tijd  | Opmerking |
| -------------- | ----------------- | ---- | ----------- | ----- | --------- |
| 1              | Aaron Brown       | CAN  | 0,154       | 20,10 | Q         |
| 2              | Miguel Francis    | GBR  | 0,147       | 20,11 | Q         |
| 3              | Rasheed Dwyer     | JAM  | 0,153       | 20,37 | Q         |
| 4              | Fausto Desalu     | ITA  | 0,136       | 20,43 | q         |
| 5              | Jun Yamashita     | JPN  | 0,139       | 20,62 |           |
| 6              | Abdelaziz Mohamed | QAT  | 0,170       | 20,75 | SR        |
| 7              | Emmanuel Arowolo  | NGR  | 0,169       | 21,07 |           |
| 8              | Jeffrey Vanan     | SUR  | 0,177       | DSQ   | DSQ       |
| Wind: +1,0 m/s |                   |      |             |       |           |

#### Heat 3
| Rang           | Naam               | Land | Reactietijd | Tijd  | Opmerking |
| -------------- | ------------------ | ---- | ----------- | ----- | --------- |
| 1              | Kyle Greaux        | TTO  | 0,169       | 20,19 | Q         |
| 2              | Yancarlos Martínez | DOM  | 0,137       | 20,47 | Q         |
| 3              | Reynier Mena       | CUB  | 0,144       | 20,52 | Q         |
| 4              | Jeremy Dodson      | SAM  | 0,138       | 20,60 |           |
| 5              | Bernardo Baloyes   | COL  | 0,157       | 20,64 |           |
| 6              | Emmanuel Eseme     | CMR  | 0,186       | 20,87 |           |
| 7              | Kenneth Bednarek   | USA  | 0,168       | 21,50 |           |
| Wind: +0,7 m/s |                    |      |             |       |           |

#### Heat 4
| Rang           | Naam              | Land | Reactietijd | Tijd  | Opmerking |
| -------------- | ----------------- | ---- | ----------- | ----- | --------- |
| 1              | Alex Quiñónez     | ECU  | 0,175       | 20,08 | Q         |
| 2              | Yohan Blake       | JAM  | 0,166       | 20,23 | Q,SR      |
| 3              | Alex Wilson       | SUI  | 0,118       | 20,40 | Q         |
| 4              | Aldemir Junior    | BRA  | 0,148       | 20,44 |           |
| 5              | Chun-Han Yang     | TPE  | 0,140       | 20,80 |           |
| 6              | Noureddine Hadid  | LIB  | 0,159       | 20,84 | NR        |
| 7              | Antonio Infantino | ITA  | 0,149       | 20,89 |           |
| 8              | Gregory Bradai    | PYF  | 0,198       | 22,79 | SR        |
| Wind: +0,8 m/s |                   |      |             |       |           |

#### Heat 5
| Rang           | Naam                        | Land | Reactietijd | Tijd  | Opmerking |
| -------------- | --------------------------- | ---- | ----------- | ----- | --------- |
| 1              | Xie Zhenye                  | CHN  | 0,175       | 20,20 | Q         |
| 2              | Zharnel Hughes              | GBR  | 0,138       | 20,24 | Q,SR      |
| 3              | Anaso Jobodwana             | RSA  | 0,145       | 20,35 | Q,SR      |
| 4              | Yuki Koike                  | JPN  | 0,167       | 20,46 |           |
| 5              | Fahhad Mohammed Alsubaie    | KSA  | 0,175       | 20,51 |           |
| 6              | José Andrés Salazar         | ESA  | 0,196       | 21,64 |           |
| 7              | Muhd Noor Firdaus Ar Rasyid | BRU  | 0,186       | 21,64 |           |
| Wind: +0,5 m/s |                             |      |             |       |           |

#### Heat 6
| Rang           | Naam               | Land | Reactietijd | Tijd  | Opmerking |
| -------------- | ------------------ | ---- | ----------- | ----- | --------- |
| 1              | Andre de Grasse    | CAN  | 0,128       | 20,20 | Q         |
| 2              | Clarence Munyai    | RSA  | 0,164       | 20,29 | Q         |
| 3              | Serhiy Smelyk      | UKR  | 0,145       | 20,39 | Q         |
| 4              | Sydney Siame       | ZAM  | 0,175       | 20,58 |           |
| 5              | Kirara Shiraishi   | JPN  | 0,164       | 20,62 |           |
| 6              | Steven Müller      | GER  | 0,163       | 20,69 |           |
| 7              | Sibusiso Matsenjwa | SWZ  | 0,170       | 20,85 |           |
| 8              | Ahmed Al Yaari     | YEM  | 0,177       | 22,37 | NR        |
| Wind: +0,9 m/s |                    |      |             |       |           |

#### Heat 7
| Rang           | Naam              | Land | Reactietijd | Tijd  | Opmerking |
| -------------- | ----------------- | ---- | ----------- | ----- | --------- |
| 1              | Jereem Richards   | TTO  | 0,153       | 20,23 | Q         |
| 2              | Noah Lyles        | USA  | 0,168       | 20,26 | Q         |
| 3              | Brendon Rodney    | CAN  | 0,143       | 20,38 | Q         |
| 4              | Andre Ewers       | JAM  | 0,148       | 20,41 | q         |
| 5              | Mouhamadou Fall   | FRA  | 0,179       | 20,63 |           |
| 6              | Guy Maganga Gorra | GAB  | 0,155       | 20,74 |           |
| 7              | Alonso Edward     | PAN  | DNS         | DNS   | DNS       |
| Wind: +0,2 m/s |                   |      |             |       |           |

### Halve finales

#### Kwalificatie
- De twee snelsten per halve finale gaan door naar de finale
- De twee tijdsnelsten die nog niet zijn gekwalificeerd gaan ook naar de finale

#### Halve finale 1
| Rang           | Naam            | Land | Reactietijd | Tijd  | Opmerking |
| -------------- | --------------- | ---- | ----------- | ----- | --------- |
| 1              | Adam Gemili     | GBR  | 0,150       | 20,03 | Q,SR      |
| 2              | Ramil Goelijev  | TUR  | 0,168       | 20,16 | Q         |
| 3              | Aaron Brown     | CAN  | 0,162       | 20,20 | q         |
| 4              | Jereem Richards | TTO  | 0,149       | 20,28 |           |
| 5              | Rasheed Dwyer   | JAM  | 0,161       | 20,54 |           |
| 6              | Clarence Munyai | RSA  | 0,164       | 20,55 |           |
| 7              | Serhiy Smelyk   | UKR  | 0,155       | 20,55 |           |
| 8              | Alex Wilson     | SUI  | DNS         | DNS   | DNS       |
| Wind: -0,3 m/s |                 |      |             |       |           |

#### Halve finale 2
| Rang           | Naam            | Land | Reactietijd | Tijd  | Opmerking |
| -------------- | --------------- | ---- | ----------- | ----- | --------- |
| 1              | Andre de Grasse | CAN  | 0,147       | 20,08 | Q         |
| 2              | Kyle Greaux     | TTO  | 0,183       | 20,24 | Q         |
| 3              | Zharnel Hughes  | GBR  | 0,152       | 20,30 |           |
| 4              | Taymir Burnet   | NED  | 0,153       | 20,34 | PR        |
| 5              | Anaso Jobodwana | RSA  | 0,152       | 20,34 | SR        |
| 6              | Yohan Blake     | JAM  | 0,156       | 20,37 |           |
| 7              | Reynier Mena    | CUB  | 0,137       | 20,61 |           |
| 8              | Divine Oduduru  | NGR  | 0,137       | 20,84 |           |
| Wind: -0,1 m/s |                 |      |             |       |           |

#### Halve finale 3
| Rang           | Naam               | Land | Reactietijd | Tijd  | Opmerking |
| -------------- | ------------------ | ---- | ----------- | ----- | --------- |
| 1              | Noah Lyles         | USA  | 0,208       | 19,86 | Q         |
| 2              | Alex Quiñónez      | ECU  | 0,184       | 19,95 | Q         |
| 3              | Xie Zhenye         | CHN  | 0,185       | 20,03 | q         |
| 4              | Yancarlos Martínez | DOM  | 0,165       | 20,28 | SR        |
| 5              | Brendon Rodney     | CAN  | 0,163       | 20,34 |           |
| 6              | Andre Ewers        | JAM  | 0,153       | 20,61 |           |
| 7              | Fausto Desalu      | ITA  | 0,154       | 20,73 |           |
| 8              | Miguel Francis     | GBR  | DNS         | DNS   | DNS       |
| Wind: +0,1 m/s |                    |      |             |       |           |

### Finale
| Rang           | Naam            | Land | Reactietijd | Tijd  | Opmerking |
| -------------- | --------------- | ---- | ----------- | ----- | --------- |
| Goud           | Noah Lyles      | USA  | 0,168       | 19,83 |           |
| Zilver         | Andre de Grasse | CAN  | 0,168       | 19,95 |           |
| Brons          | Alex Quiñónez   | ECU  | 0,189       | 19,98 |           |
| 4              | Adam Gemili     | GBR  | 0,158       | 20,03 | SR        |
| 5              | Ramil Goelijev  | TUR  | 0,164       | 20,07 |           |
| 6              | Aaron Brown     | CAN  | 0,163       | 20,10 |           |
| 7              | Xie Zhenye      | CHN  | 0,161       | 20,14 |           |
| 8              | Kyle Greaux     | TTO  | 0,170       | 20,39 |           |
| Wind: +0,3 m/s |                 |      |             |       |           |